# Biassa
Biassa è una frazione di 420 abitanti nel comune della Spezia, in Liguria.

## Storia
Il paese deriva il nome dall'illustre famiglia dei Biassa che diedero generali ed ammiragli alle vicende italiane e genovesi.
Il primitivo nucleo di Biassa si chiamava Roccanera (la cui probabile etimologia rimanda all'importante presenza di cave di arenaria) ed era sito sul Monte Parodi, alla base del Monte Verrugoli. 
Nell'abitato era la chiesa dedicata a San Martino, della quale tuttora rimangono i resti dell'abside.
La Comunitas Blaxiae venne pian piano a cessare di esistere quando la vicina borgata di Carpena si distaccò dalla parrocchia di San Martino, alla fine del XII secolo. Da chiesa matrice, quella di Biassa diventò pertanto filiale e perse dunque la propria importanza.

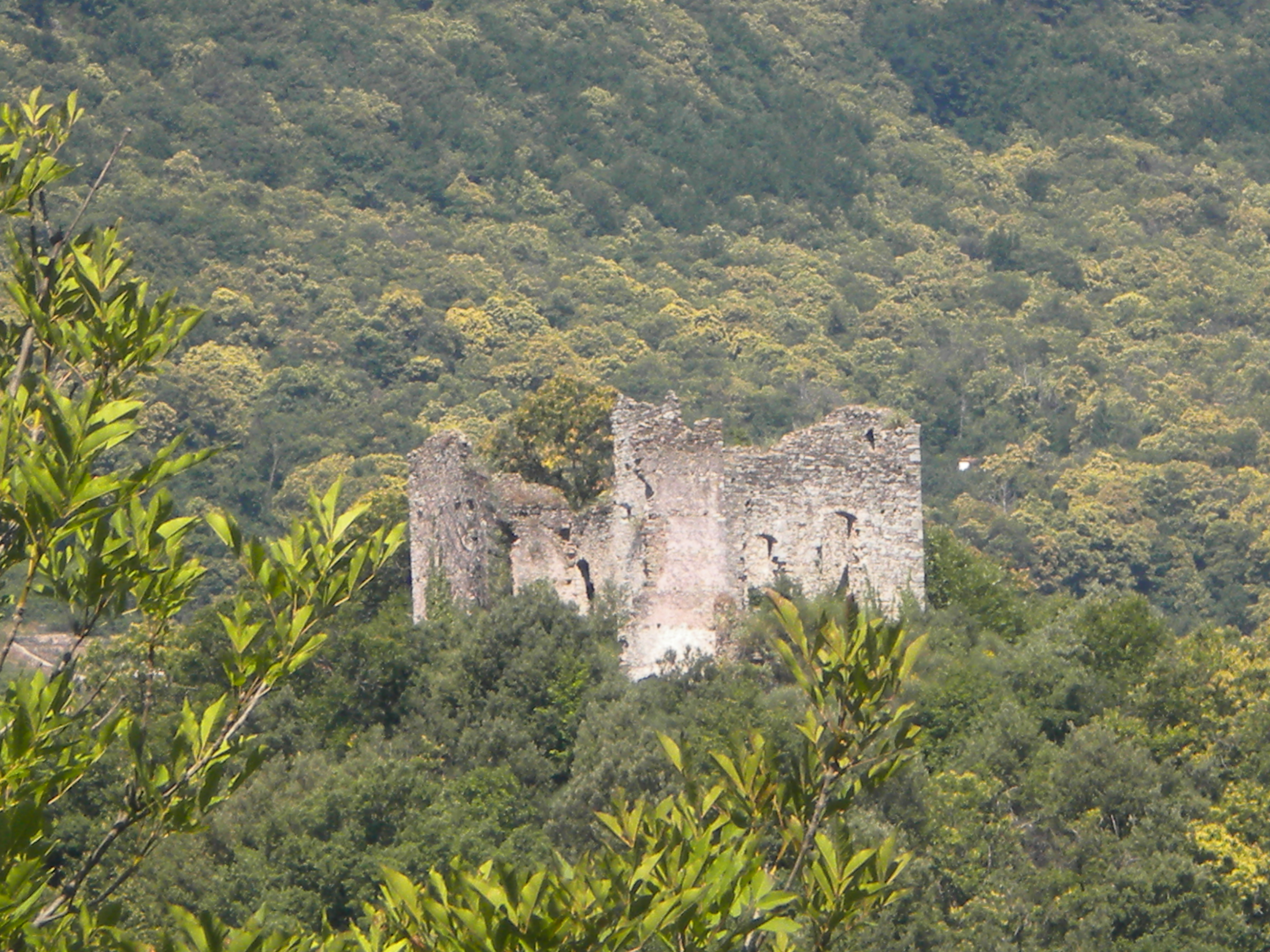
Il Castello Coderone

Il 4 settembre 1251 fu redatto lo statuto di Biassa e tutti i suoi uomini giurarono fedeltà a Giovanni della Turca, signore di Carpena, e alla Repubblica di Genova.
Intorno alla metà del XIII secolo la Repubblica di Genova edificò, nelle vicinanze del borgo, la Rocca di Coderone, come caposaldo nel corso della sua lotta contro la Repubblica di Pisa.

In quest'epoca parte degli abitanti di Roccanera si trasferirono su quel colle prestandosi a servizio come mezzadri e soldati presso i nuovi Consoli genovesi; un nuovo paese sorse quindi attorno al castello, con una sua chiesa dedicata a Santa Maria Maddalena.
Verso la fine del XV secolo, la Rocca venne a perdere la sua importanza militare e gli abitanti rimasti si spostarono nella vallata vicina costituendo così, assieme ad altri che già da tempo vi abitavano, la definitiva ed attuale collocazione del borgo.

## Monumenti e luoghi d'interesse

### Architetture religiose
- Chiesa parrocchiale di San Martino Vescovo.

- Chiesa di San Martino Vecchio, è la prima chiesa parrocchiale, eretta nella zona occupata in origine dal paese (585 slm) alle pendici del monte Verrugoli. Anteriore al XII secolo, serviva come luogo di aggregazione delle comunità di Biassa, Riomaggiore e Carpena.

### Architetture militari

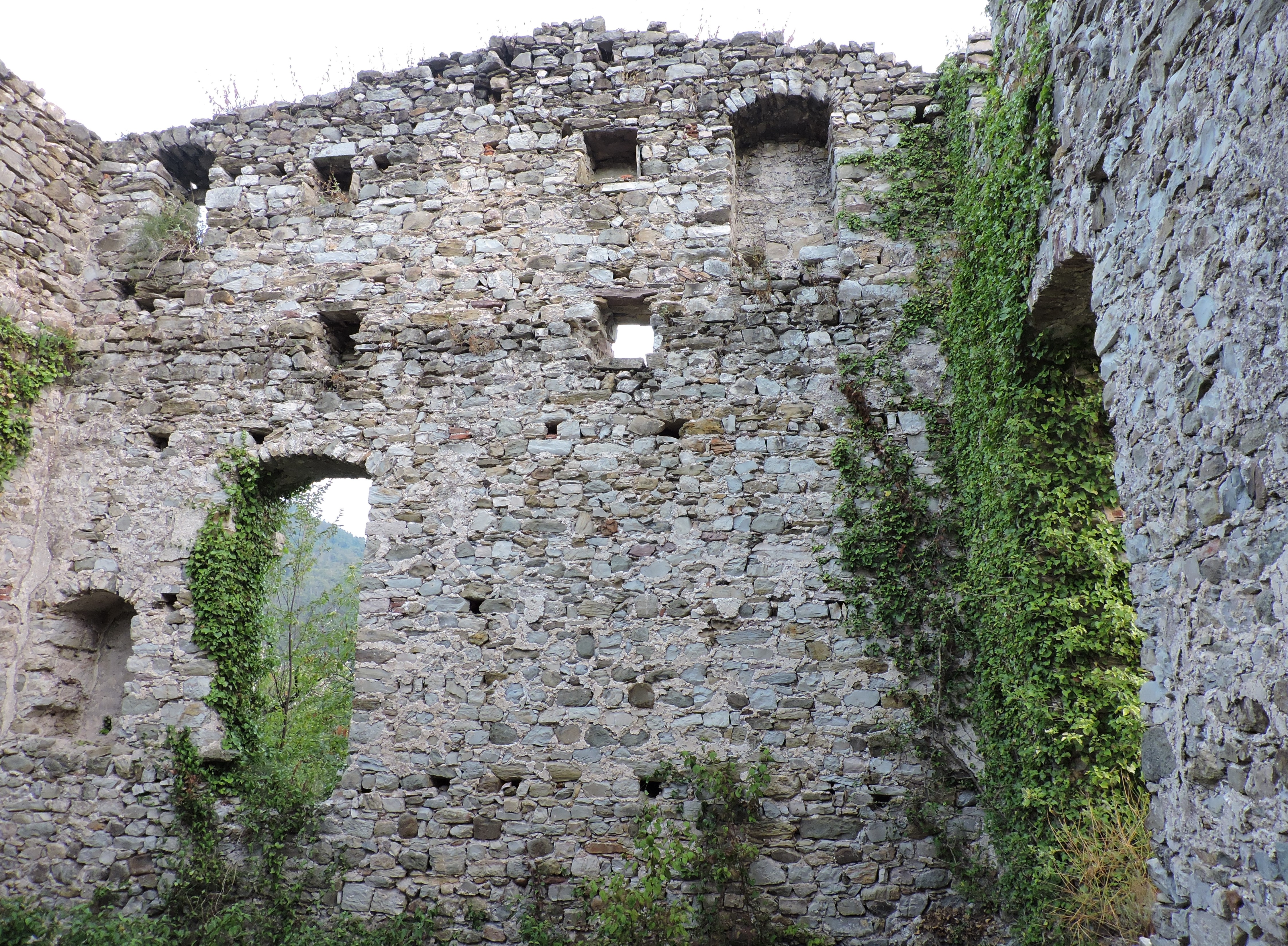
Rocca di Coderone

- Rocca di Coderone, eretta nella metà del XIII secolo su di un colle a est del paese come baluardo di Genova contro Pisa e più tardi rocca feudale dei Signori di Biassa.[3]